# Synema scalare
Synema scalare là một loài nhện trong họ Thomisidae.
Loài này thuộc chi Synema. Synema scalare được Embrik Strand miêu tả năm 1913.